# Thaumatomyia ruficornis
Thaumatomyia ruficornis är en tvåvingeart som först beskrevs av Becker 1907.  Thaumatomyia ruficornis ingår i släktet Thaumatomyia och familjen fritflugor. Inga underarter finns listade i Catalogue of Life.